# Microlicia ericoides
Microlicia ericoides är en tvåhjärtbladig växtart som beskrevs av David Don. Microlicia ericoides ingår i släktet Microlicia och familjen Melastomataceae. Inga underarter finns listade i Catalogue of Life.